# Leubnitz
Leubnitz est une ancienne commune autonome de Saxe (Allemagne), située dans l'arrondissement du Vogtland, dans le district de Chemnitz. Elle a fusionné le 1er janvier 2011 avec Mehltheuer et Syrau pour former la nouvelle commune de Rosenbach/Vogtl.

## Histoire
Le village de Leubnitz est mentionné pour la première fois en 1300 dans un document mentionnant un Guntherus plebanus de Lubenwicz. À cette époque, le village possède déjà une église paroissiale et un curé. Depuis 1466, il est fait mention d'un avant-poste à Leubnitz et, à partir de 1577, d'un domaine de chevalier. Celui-ci exerce la souveraineté foncière jusqu'au XIXe siècle. Vers 1418, le domaine de Leubnitz appartient à la famille von Roeder, puis à la famille von Trützschler (de) à partir de 1574. En 1609, le domaine de Leubnitz passe à la famille des barons von Bodenhausen, puis, par l'intermédiaire de leur fille, à la famille von Kospoth (de) par mariage. Après l'incendie de l'ancien château en 1763, le château de Leubnitz (de) est construit en 1794 dans un style néoclassique précoce. Jusqu'en 1856, Leubnitz fait partie puis du bureau de Plauen (de). En 1856, la localité est rattachée au tribunal de Plauen (de) et en 1875 à l'arrondissement de Plauen (de). La famille Kospoth est expropriée du château de Leubnitz à partir de 1945 dans le cadre de la réforme agraire dans la zone d'occupation soviétique. Dès mars 1945, l'hôpital de Plauen utilise temporairement le bâtiment.